# (10039) Keet Seel
(10039) Keet Seel est un astéroïde de la ceinture principale.

## Description
(10039) Keet Seel est un astéroïde de la ceinture principale. Il fut découvert le 2 juin 1984 à la station Anderson Mesa par Brian A. Skiff. Il présente une orbite caractérisée par un demi-grand axe de 3,16 UA, une excentricité de 0,37 et une inclinaison de 6,4° par rapport à l'écliptique.
Il a été nommé d'après les ruines archéologiques des Indiens Navajo à Keet Steel.

## Compléments